# Microdon geijskesi
Microdon geijskesi är en tvåvingeart som beskrevs av Doesburg 1966. Microdon geijskesi ingår i släktet myrblomflugor, och familjen blomflugor.
Artens utbredningsområde är Surinam. Inga underarter finns listade i Catalogue of Life.